# E57
La ruta europea E57 és una carretera que forma part de la Xarxa de carreteres europees. Comença a Sattledt (Àustria) i finalitza a Ljubljana (Eslovènia). Té una longitud de 411 km, una orientació de nord a sud i passa per les ciutats de Sattledt, Liezen, St. Michel, Graz, Maribor i Ljubljana.